# Lumen
El lumen (símbolo: lm) es la unidad del Sistema Internacional de Medidas para medir el flujo luminoso, una medida de la potencia luminosa emitida por la fuente. El flujo luminoso se diferencia del flujo radiante en que el primero contempla la sensibilidad variable del ojo humano a las diferentes longitudes de onda de la luz y el último involucra toda la radiación electromagnética emitida por la fuente según las leyes de Wien y de Stefan-Boltzmann sin considerar si tal radiación es visible o no.
El lumen es definido en su relación con la unidad de intensidad luminosa, la candela (cd) y la unidad de ángulo sólido el estereorradián (sr) así:
{\displaystyle {\rm {1\;lm=1\;cd\cdot sr}}}

## Explicación
Si una fuente luminosa emite una candela de intensidad luminosa uniformemente en un ángulo sólido de un estereorradián, su flujo luminoso total emitido en ese ángulo es un lumen. Alternativamente, una fuente luminosa isótropa de una candela de intensidad, emite un flujo luminoso total de exactamente 4π lúmenes (≈12,56 lm). Se puede interpretar el lumen de forma menos rigurosa como una medida de la «cantidad» total de luz visible en un ángulo determinado, o emitida por una fuente dada. A su vez, cuando sobre una superficie de 1 m² incide un lumen, se dice que dicha superficie cuenta con una iluminación de un lux.
Una bombilla incandescente de 100 vatios de potencia eléctrica emite aproximadamente 1000 lúmenes, mientras que una lámpara de vapor de sodio de la misma potencia emite alrededor de 12 000 lúmenes, unas doce veces más, pudiendo llegar a emitir hasta 20 veces más que una lámpara de incandescencia, dependiendo del tipo de lámpara.
Análogamente, si se desea conocer la potencia necesaria para iluminar una superficie con un determinado nivel lumínico, se debe considerar que: 
(1 lux @ 555 nm = 1/683 W/m²)
Por ejemplo, si se desea iluminar el rectángulo de un campo de fútbol (de 100x50 m) con una luminosidad equivalente a un día claro (unos 100 000 lux; véase luz diurna), la potencia lumínica requerida (expresada en kilovatios) debe ser de:
W = (100 000 lux · 1/683 (W/m²·lux) · 100 m · 50 m) /1000 = 732 kW
El consumo eléctrico, en función del rendimiento del tipo de bombillas utilizado, será aún mayor.

## Iluminación eléctrica

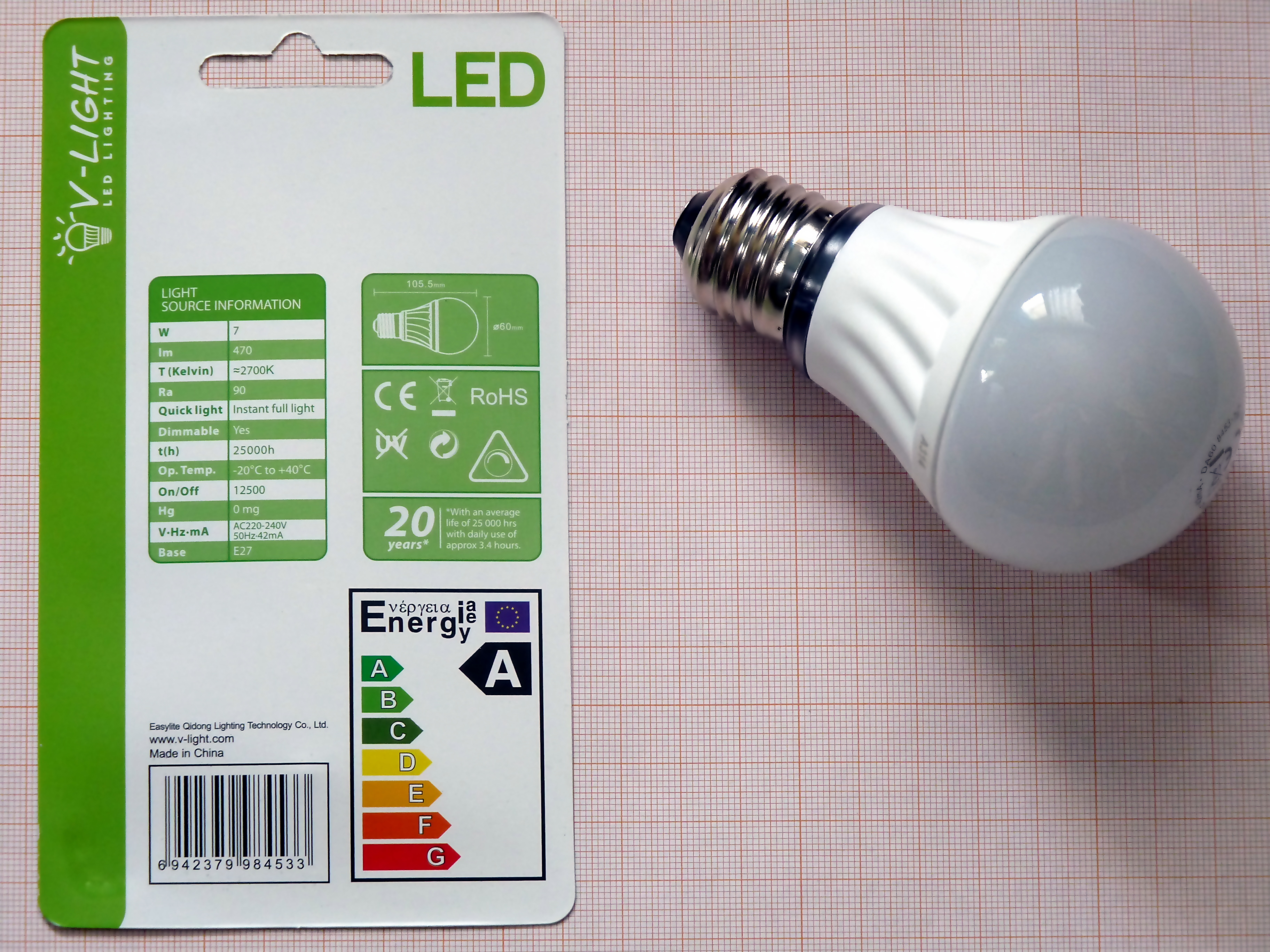
Una lámpara led estándar que produce 470 lúmenes. Consume alrededor de la sexta parte de la energía de su equivalente incandescente produciendo la misma luminosidad.

Las lámparas utilizadas para la iluminación suelen etiquetarse con su salida de luz en lúmenes; en muchas jurisdicciones esto es requerido por la ley.
Una lámpara fluorescente compacta en espiral de 23 W, por ejemplo, emite aproximadamente entre 1400 y 1600 lm. Muchas lámparas fluorescentes compactas y otras fuentes de luz alternativas se etiquetan como equivalentes a una bombilla incandescente con una potencia específica. A continuación, se muestra una tabla que muestra el flujo luminoso típico de las bombillas incandescentes comunes y sus equivalentes para distintos tipos de lámparas.
| Flujo luminoso mínimo (lm) | Consumo de potencia eléctrica mínimo (en vatios) | Consumo de potencia eléctrica mínimo (en vatios) | Consumo de potencia eléctrica mínimo (en vatios) |
| -------------------------- | ------------------------------------------------ | ------------------------------------------------ | ------------------------------------------------ |
| Flujo luminoso mínimo (lm) | Incandescente (no halógena)                      | Fluorescente compacta                            | Lámpara LED                                      |
| 200                        | 25                                               | 3-5                                              | 3                                                |
| 450                        | 40                                               | 9-11                                             | 5-8                                              |
| 800                        | 60                                               | 13-15                                            | 8-12                                             |
| 1100                       | 75                                               | 18-20                                            | 10-16                                            |
| 1600                       | 100                                              | 24-28                                            | 14-17                                            |
| 2400                       | 150                                              | 30-52                                            | 24-30                                            |
| 3100                       | 200                                              | 49-75                                            | 32                                               |
| 4000                       | 300                                              | 75-100                                           | 40,5                                             |

El 1 de septiembre de 2010, entró en vigor la legislación de la Unión Europea que exige que los equipos de iluminación se etiqueten principalmente en términos de flujo luminoso (lm), en lugar de potencia de energía eléctrica. Este cambio es el resultado de la Directiva de diseño ecológico de la Unión Europea para productos que utilizan energía (EuP). Por ejemplo, según el estándar de la Unión Europea, una bombilla de bajo consumo de energía que pretende ser el equivalente de una bombilla de tungsteno de 60 W debe tener una salida de luz mínima de 700-750 lm.

## Potencia de un proyector

### Lumen ANSI
La potencia luminosa de un proyector (incluidos los videoproyectores) suele medirse en lumen. El Instituto Nacional Estadounidense de Estándares (ANSI, por sus siglas en inglés) ha establecido un procedimiento normalizado para determinar dicha potencia, que consiste en promediar varias mediciones tomadas en diferentes posiciones y calcular un valor medio. Desde un punto de vista comercial, el flujo luminoso de los proyectores que ha sido calculado según este método se suele indicar como  "lumen ANSI", para distinguirlo de aparatos cuya potencia se ha determinado por otros métodos. Las mediciones de lumen ANSI son generalmente más precisas que las obtenidas mediante otras técnicas de medición de la industria de proyectores. Esto permite comparar más fácilmente los proyectores en función de sus especificaciones de brillo.
El método para medir los lúmenes ANSI se define en el documento IT7.215, creado en 1992. En primer lugar, el proyector se configura para mostrar una imagen en una sala a una temperatura de 25 grados Celsius (77,0 °F). El brillo y el contraste del proyector se ajustan de forma que, en un campo blanco completo, sea posible distinguir entre un bloque del 5 % de la superficie de la pantalla con un pico de blanco del 95 % y dos cuadros con picos de blanco del 100 % y el 90 % de tamaño idéntico en el centro del campo blanco. A continuación, se mide la salida de luz en un campo blanco completo en nueve lugares específicos alrededor de la pantalla y se calcula la media. Esta media se multiplica por la superficie de la pantalla para obtener el brillo del proyector en «lúmenes ANSI».

### Lúmenes pico
Los lúmenes pico constituyen una medida de la potencia luminosa habitualmente usada para los proyectores de TRC. Su medición se efectúa usando un patrón con un 10 % a un 20 % de la imagen en blanco (en el centro), y el resto en negro. La potencia luminosa se mide en el área central. Las limitaciones técnicas de este tipo de proyectores implica que producen el mayor brillo cuando solo una pequeña área se ilumina, como en este test. El resultado es que un aparato puede producir 1200 lúmenes pico, y solo 200 lúmenes ANSI.

## Unidades de fotometría del Sistema Internacional
| Magnitud                          | Símbolo | Unidad                     | Símbolo | Notas                                                                  |
| --------------------------------- | ------- | -------------------------- | ------- | ---------------------------------------------------------------------- |
| Energía lumínica                  | Qv      | lumen segundo              | lm·s    | A veces se usa la denominación talbot, ajena al Sistema Internacional. |
| Flujo luminoso                    | Φv, F   | lumen (= cd·sr)            | lm      | Medida de la potencia luminosa.                                        |
| Intensidad luminosa               | Iv      | candela (= lm/sr)          | cd      | Es una medida de la intensidad luminosa.                               |
| Luminancia                        | Lv      | candela por metro cuadrado | cd/m2   | A veces se usa la denominación nit, ajena al Sistema Internacional.    |
| Iluminancia                       | Ev      | lux (= lm/m2)              | lx      | Usado para medir la incidencia de la luz sobre una superficie.         |
| Emitancia luminosa                | Mv      | lux (= lm/m2)              | lx      | Usado para medir la luz emitida por una superficie.                    |
| Exposición luminosa               | Hv      | lux segundo                | lx·s    | Iluminancia integrada en el tiempo.                                    |
| Eficacia luminosa de la radiación | K       | lumen por vatio            | lm/W    | Razón entre flujo luminoso y flujo radiante.                           |
| Eficacia luminosa de una fuente   | η       | lumen por vatio            | lm/W    | Razón entre flujo luminoso y potencia eléctrica consumida.             |